# Lambda Herculis
Lambda Herculis (Maasym, Masym, Misam, 76 Herculis) é uma estrela na direção da constelação de Hercules. Possui uma ascensão reta de 17h 30m 44.30s e uma declinação de +26° 06′ 38.2″. Sua magnitude aparente é igual a 4.41. Considerando sua distância de 367 anos-luz em relação à Terra, sua magnitude absoluta é igual a −0.85. Pertence à classe espectral K3IIIvar.